# Jan Wultański
Jan Wultański (ur. 10 listopada 1904 w Wielgolesie, zm. 15 września 1939 w Osmolinie) – polski wojskowy, kapitan Wojska Polskiego.

## Życiorys
Syn Szczepana i Katarzyny z d. Szczerba. Miał brata, Stanisława.
Uczęszczał do szkoły powszechnej w Obrytem, a następnie do Państwowej Preparandy Nauczycielskiej w Pułtusku. W 1927 roku zdał maturę w Seminarium Nauczycielskim w Pułtusku. W 1928 roku ukończył roczny kurs unitarny w Szkole Podchorążych Piechoty, 30 czerwca 1928 roku zakwalifikowany został do Oficerskiej Szkoły Piechoty. W 1930 roku został awansowany do stopnia podporucznika i przydzielony do 56 Pułku Piechoty Wielkopolskiej. W 1935 roku został przydzielony do 29 Pułku Strzelców Kaniowskich.
Podczas kampanii wrześniowej był dowódcą kompanii przeciwpancernej 29 Pułku Strzelców Kaniowskich, z którym brał udział m.in. w bitwie nad Bzurą. Zginął 15 września 1939 roku w Osmolinie, rozerwany w wyniku wybuchu niemieckiej bomby lotniczej. Został pochowany w zbiorowej mogile w Osmolinie.
Był członkiem Polskiego Związku Łowieckiego.

## Odznaczenia
Został odznaczony Brązowym Medalem za Długoletnią Służbę. 29 września 1939 roku został pośmiertnie odznaczony Krzyżem Srebrnym Orderu Virtuti Militari.